# Chōshi
Chōshi è una città giapponese della prefettura di Chiba.